# Joachim Wollasch
Joachim Wollasch (* 1. Februar 1931 in Freiburg im Breisgau; † 8. August 2015 in Illingen (Württemberg)) war ein deutscher Historiker, der die Geschichte des frühen und hohen Mittelalters erforschte. Er lehrte als Professor für Mittelalterliche Geschichte an der Universität Münster (1974–1996). Wollasch widmete sich in seinen Forschungen den bis dahin weitgehend vernachlässigten Memorialquellen.

## Leben und Wirken
Joachim Wollasch wurde 1931 als erstes von sechs Kindern des Direktors des Freiburger Seminars für Wohlfahrtspfleger des Deutschen Caritasverbandes Hans Wollasch und dessen Frau Käthe, geb. Winkler, in Freiburg im Breisgau geboren. Nach dem Abitur am humanistischen Bertholdgymnasium in Freiburg 1950 studierte Wollasch von 1951 bis 1955 Geschichte, Germanische und Romanische Philologie an der Albert-Ludwigs-Universität Freiburg. Er gehörte zu einer Gruppe junger Historiker, die sich um Gerd Tellenbach zum sogenannten „Freiburger Arbeitskreis“ zur mittelalterlichen Personenforschung zusammengeschlossen haben. Eine intensive Zusammenarbeit entstand angesichts ähnlicher Forschungsinteressen mit Karl Schmid. Im Jahr 1955 wurde er bei Tellenbach mit einer Arbeit über Ebbo I., den Stifter des Klosters Déols im frühen 10. Jahrhundert, promoviert. Ebenfalls in Freiburg erfolgte 1963 die Habilitation über Mönchtum des Mittelalters zwischen Kirche und Welt. Dabei zog er erstmals die Nekrologien heran, um sie als Erkenntnisquelle zu nutzen und Aufschlüsse über das Innen- und Außenleben von Konventen im Mittelalter zu erhalten. Wollasch war in den 1950/60er Jahren Dozent am St. Blasier „Hochschulsanatorium“. Es folgten Lehrstuhlvertretungen in Freiburg und Münster sowie 1969/70 eine Gastdozentur am Deutschen Historischen Institut in Rom.
Am 1. April 1974 wurde Wollasch als Nachfolger von Karl Schmid auf die Professur für Mittelalterliche Geschichte an der Westfälischen Wilhelms-Universität Münster berufen. Wollasch hatte wesentlichen Anteil daran, dass sich das Institut für Frühmittelalterforschung zu einem Zentrum der internationalen Mediävistik entwickelte. In Münster war er Geschäftsführender Direktor des Historischen Seminars und Dekan des Fachbereichs Geschichte, Sprecher der Hochschullehrer im Senat der Universität und Vorsitzender der Rektor- und Kanzlerfindungskommission des Senats. Von 1974 bis 1996 war er Direktor des Instituts für Frühmittelalterforschung. Wollasch war bis 1981 Mitglied im Sonderforschungsbereich 7 „Mittelalterforschung“ („Bild, Bedeutung, Sachen, Wörter und Personen“) und Leiter des Projektes „Personen und Gemeinschaften“. Anschließend war er Mitglied im Sonderforschungsbereich 231 „Träger, Felder, Formen pragmatischer Schriftlichkeit im Mittelalter“ und Leiter des Teilprojektes „Das Schriftlichwerden klösterlicher Lebensgewohnheiten im Mittelalter“. Am 1. März 1996 wurde er emeritiert. Bedeutende akademische Schüler von Wollasch waren Hermann Kamp und Andreas Sohn. Seinen Ruhestand verbrachte Wollasch in seiner Heimatstadt Freiburg. Im August 2015 ist Wollasch nach schwerer Krankheit verstorben. Er wurde auf dem Hauptfriedhof Freiburg im Breisgau beerdigt.
Seine Forschungsschwerpunkte waren vor allem die Geschichte des Reformklosters Cluny in Burgund und die Geschichte des mittelalterlichen Mönchtums sowie dessen Wirkung auf die Umwelt der Klöster. Wollasch setzte die Forschungen seines akademischen Lehrers Tellenbach zur Personennamensforschung fort. Die Klöster fertigten zum Zwecke der Gebetshilfe Aufzeichnungen an, die die Namen vieler Menschen in unterschiedlicher Anordnung enthielten. Schmid und Wollasch konnten anhand dieser Aufzeichnungen Rückschlüsse über die Beziehungen und Bindungen dieser Menschen ziehen, da die Personen häufig mit ihrem sozialen Umfeld verzeichnet wurden. Die Memorialüberlieferung wurde bis dahin in der Mittelalterforschung sehr vernachlässigt. Es fehlten kritische Editionen und mangelte an der Methodik, diese Quellen auszuwerten. Mit Karl Schmid machte Wollasch die Memorialüberlieferung durch neuartige Editionen verfügbar und erschloss deren Namenvielfalt mit Hilfe der elektronischen Datenverarbeitung. Wollasch konnte in einem 1967 veröffentlichten Aufsatz nachweisen, dass das bislang dem Priorat Münchenwiler zugeschriebene Nekrolog „ein cluniacensisches Totenbuch aus der Zeit Abt Hugos von Cluny“ ist. Es wurde um 1100 im cluniacensischen Frauenkloster Marcigny angelegt und dort bis in die Mitte des 12. Jahrhunderts fortgeführt. Wollasch widmete sich der Erforschung des Totengedenkens im hochmittelalterlichen Reformklosters Cluny. Er legte 1982 mit seinem Mitarbeiterkreis das zweibändige Werk Synopse der cluniacensischen Necrologien vor. Dadurch wurde die bis dahin unüberschaubare Memorialüberlieferung des Reformklosters aufbereitet. Die Edition beinhaltet rund 96.000 Namenbelege aus den Memorialaufzeichnungen von insgesamt neun cluniacenzischen Klöstern und dem damaligen Burgund zwischen 1050 und 1200. Dabei wurden Nekrologien aus Limoges, Moissac, Marcigny, St-Martin-des-Champs, Longpont und Montierneuf in einer Edition aufbereitet. Die 96.000 Namenbelege aus den Nekrologien verteilen sich auf 48.000 Verstorbene. Davon beziehen sich mehr als 90 Prozent dieser Toteneinträge auf cluniacensische Mönche. Mit Gerd Althoff gab er die Ausgabe der Totenbücher von Merseburg, Magdeburg und Lüneburg heraus. Gemeinsam mit Eckhard Freise und Dieter Geuenich gab er 1986 das Martyrolog-Necrolog von St. Emmeram in Regensburg heraus. Die Aussagekraft der Memorialüberlieferung wurde von Johannes Fried vorsichtig hinterfragt und von Hartmut Hoffmann völlig abgelehnt, woraufhin Althoff und Wollasch mit einer Entgegnung auf Hoffmann reagierten. Mit Schmid begründete er 1975 ein „kommentiertes Quellenwerk zur Erforschung der Personen und Personengruppen des Mittelalters“, die „Societas et Fraternitas“. Dabei vertraten sie die Sichtweise, dass die „Gedenküberlieferung als Grundlage für eine Darstellung der mittelalterlichen Gesellschaften“ dienen könne. Wollasch und Schmid kritisierten, dass „die sozialgeschichtliche Forschung die spezifischen Aussagen der Gedenküberlieferung noch kaum beachtet“ habe. Die aus diesem Ansatz entstandene Publikationsreihe umfasst mittlerweile mehr als 30 Bände. Beide Historiker gaben den Liber vitae der Abtei Corvey heraus, der dann 1983 und 1989 erschien. Im Jahr 1984 folgte der vielbeachtete Sammelband Memoria. Der geschichtliche Zeugniswert des liturgischen Gedenkens im Mittelalter, der auf eine internationale und vor allem interdisziplinäre Tagung des Jahres 1980 in Münster zurückgeht. Im Jahr 1996 veröffentlichte er als Ergebnis seiner langjährigen Forschungen die Monographie Cluny. Licht der Welt. Aufstieg und Niedergang einer klösterlichen Gemeinschaft. Es ist die erste deutschsprachige Darstellung zum Kloster seit Ernst Sackur (1892/94). Wollasch kam vor allem zu Cluny von 1049 bis 1156 zu einer Vielzahl an neuen Erkenntnissen. Durch seine Forschungsarbeiten erwarb er vor allem in Frankreich hohes Ansehen. Besonders geschätzt wurde Wollasch von Georges Duby, André Vauchez und Pierre Riché.
Wollasch war langjähriger Herausgeber (1988–1996) und Mitherausgeber (1975–1987, 1997–2010) der renommierten Frühmittelalterlichen Studien. 1975 wurde Wollasch zum ordentlichen Mitglied der Historischen Kommission für Westfalen gewählt, 1998 wurde die Mitgliedschaft in eine korrespondierende umgewandelt. Seit 1998 war er zudem Mitglied der französischen Société nationale des Antiquaires. Er war außerordentliches Mitglied der Bayerischen Benediktinerakademie und Mitglied der Kommission für geschichtliche Landeskunde in Baden-Württemberg. Ihm wurde 2009 für seine Forschungen zur Klostergeschichte der 10. Fürstabt-Martin-Gerbert-Preis der Stadt St. Blasien verliehen.

## Schriften (Auswahl)
Monografien
- Cluny – „Licht der Welt“. Aufstieg und Niedergang der klösterlichen Gemeinschaft. Artemis & Winkler, Zürich 1996, ISBN 3-7608-1129-9.
- Mönchtum des Mittelalters zwischen Kirche und Welt (= Münstersche Mittelalter-Schriften. Bd. 7). Fink, München 1973 (Zugleich: Freiburg (Breisgau), Universität, Habilitations-Schrift, 1963).

Herausgeberschaften
- zusammen mit Karl Schmid: Memoria. Der geschichtliche Zeugniswert des liturgischen Gedenkens im Mittelalter (= Münstersche Mittelalter-Schriften. Bd. 48). Fink, München 1984, ISBN 3-7705-2231-1.
- zusammen mit Gerd Althoff: Die Totenbücher von Merseburg, Magdeburg und Lüneburg (= Monumenta Germaniae historica. Libri Memoriales et Necrologia. Nova Series. Bd. 2). Hahn, München 1983, ISBN 3-7752-5142-1.
- Synopse der cluniacensischen Necrologien (= Münstersche Mittelalter-Schriften. Bd. 39). Bde. 1–2. Fink, München 1982.

Gesammelte Aufsätze
- Mechthild Sandmann (Hrsg.): Joachim Wollasch: Wege zur Erforschung der Erinnerungskultur. Ausgewählte Aufsätze. Mit einer Einführung von Rudolf Schieffer. (= Beiträge zur Geschichte des alten Mönchtums und des Benediktinertums. Bd. 47). Aschendorff, Münster 2011, ISBN 978-3-402-10385-2. (dort S. 663–673 ein vollständiges Verzeichnis der Schriften Joachim Wollaschs).